# Heilig Kruiskerk (Tilburg)
De Heilig Kruiskerk is een vroegere parochiekerk in de Noord-Brabantse stad Tilburg. Het gebouw is gelegen aan de Sinopelstraat 1.

## Geschiedenis
Deze kerk werd in 1967 gebouwd voor de in het noordwesten gelegen uitbreidingswijk Wandelbos, naar ontwerp van J. Molenaar. 
In 2006 fuseerde de parochie met een drietal andere. In 2006 werd de Heilig Kruiskerk onttrokken aan de eredienst. Het gebouw werd verkocht aan de gemeente en ging deel uitmaken van een wijkcentrum (Het Kruispunt), met daarin onder meer een school en een dagopvang. In de voormalige kerkzaal werden wel af en toe nog kerkdiensten gehouden.

## Gebouw
Het betreft een onopvallend bakstenen gebouw zonder toren.